# エスタディオ・テテーロ・バルガス
エスタディオ・テテーロ・バルガス（Estadio Tetelo Vargas）は、ドミニカ共和国のサンペドロ・デ・マコリス州サンペドロ・デ・マコリスにあるスタジアム。1959年10月25日に開場した。収容人数は8000人。

## 概要
主に野球に使われており、リーガ・ドミニカーナ・デ・ベイスボル・インベルナルのエストレージャス・オリエンタレスが本拠地にしている。